# Pedro Nuño Colón de Portugal
Pedro Nuño Colón de Portugal y Castro (Madrid, 13 de diciembre de 1618-Ciudad de México, Virreinato de la Nueva España, 13 de diciembre de 1673) fue un noble y político español, titulado VI duque de Veragua, V de la Vega, marqués de Jamaica, marqués de Villamizar y VI conde de Gelves, que desempeñó el cargo de 26.º Virrey de Nueva España del 20 de noviembre al 13 de diciembre de 1673.
Era descendiente por línea directa del almirante Cristóbal Colón, y por ello fue el séptimo almirante de Indias. Debido a su posición social se le otorgó el título de grande de España y caballero de la Insigne Orden del Toisón de Oro y por tanto el que se le designara como virrey de la Nueva España, cargo que desempeñó con responsabilidad durante el corto tiempo en el cual ejerció este cargo.

## Biografía
Nacido en Madrid el 13 de diciembre de 1618, Pedro Nuño Colón de Portugal era hijo de Álvaro Colón de Portugal y Portocarrero, V duque de Veragua y almirante de Indias, y de Catalina de Portugal y Castro, V condesa de Gelves.
Participó en las guerras de Flandes, Argel y Cataluña, donde fue teniente general de la Guardia Real y capitán general de la Armada, y siendo de avanzada edad, fue nombrado por la reina Mariana de Austria en nombre y como regente de su hijo Carlos II de España, 26.º Virrey de Nueva España el 10 de junio de 1672, siendo el primero en recibir este cargo del nuevo monarca, tras rechazar el nombramiento Fadrique Álvarez de Toledo y Osorio, tercer marqués de Villafranca del Bierzo.
A su favor contaba ser tataranieto de Cristóbal Colón, y toda una trayectoria en servicio de la Corona de España, y pese a que en su contra estaba su avanzada edad, el 20 de noviembre de 1673 hizo su entrada en Ciudad de México, regalando más de un millón y medio de pesos para las obras del desagüe de la laguna. 
El Virrey llegó con su protegido el Capitán Isidro de Atondo y Antillón, a quien recomendó efusivamente entre los funcionarios del Gobierno Virreinal, solicitándoles que le diesen todo su apoyo para la realización de diversas acciones y proyectos que se habrían de llevar a cabo, mencionando que el Capitán de Atondo contaba con todo el apoyo del mismo Rey, aseverando que los proyectos a ser realizados estaban pensados para proteger al Imperio de las amenazas tanto de los franceses como de los ingleses. 
Sin embargo debido a que había llegado enfermo, su mandato sería corto, aunque pudo llevar a cabo una revisión de las fortificaciones del puerto de Veracruz, pues tras declararse la guerra contra Francia se temía una invasión, no solo por tropas regulares, sino que se habrían de producir ataques de piratas de corso.
Hecha esa revisión de los fuertes de Veracruz, regresó a la Ciudad de México, donde falleció el día 12 de diciembre de 1673, siendo sepultado en la catedral de México, siendo posteriormente sus restos trasladados al panteón familiar en España. Le sucedió en el cargo como virrey interino Payo Enríquez de Ribera, arzobispo de México, tal y como figuraba en el pliego de su mortaja.

## Matrimonios y descendencia
Contrajo matrimonio en San Jerónimo el Real de Madrid el día 7 de febrero de 1645 con Isabel de la Cueva y Enríquez, hija de Francisco Fernández de la Cueva, VII duque de Alburquerque y de Ana Enríquez de la Cueva y Colonna, su tercera mujer, siendo padres de Pedro Manuel Colón de Portugal y de la Cueva, Virrey de Valencia y de Sicilia, que sucedió en los títulos a su padre.
A la muerte de Isabel de la Cueva, contrajo segundas nupcias en Madrid (Real Capilla) el 5 de febrero de 1663 con María Luisa de Castro Girón y Portugal, dama de la reina Mariana de Neoburgo e hija de los Condes de Lemos, de quien también tuvo sucesión.